# Maki Mochida
Pour les articles homonymes, voir Mochida.
Maki Mochida (持田真樹, Mochida Maki), née le 11 janvier 1975, est une actrice japonaise qui débute en 1990 dans des drama, et sort quelques disques dans les années 1990. Elle a aussi été doubleuse seiyū en 1996 pour un unique rôle, doublant l'héroïne de la série anime adaptée du manga Hana yori dango, ainsi que dans le film anime dérivé.

## Discographie

### Singles
- Sono mama de ii wa (そのままでいいわ?) (1993.2.24)
- Hohoemi dakeja mienai (ほほえみだけじゃ見えない?) (1993.7.21)
- Kimi o miteitai (君を見ていたい?) (1994.9.7)
- Itsudatte itsudatte (いつだって いつだって?) (1995.2.22)
- Anata no yūki ni naritai (あなたの勇気になりたい?) (1995.9.6)
- Aitai kimochi de zutto (会いたい気持ちでずっと?) (1996.3.23)
- Tabidachi no uta (旅立ちの唄?) (1996.5.22)
- Tears Itoshisa Afurete (Tears〜愛しさ溢れて〜?) (1997.6.21)
- Dakishimetai (抱きしめたい?) (1997.12.17)

### Albums
- Haru - Natsu - Aki - Fuyu (春・夏・秋・冬?) (1995.3.24)
- Ashita no iro (明日の色?) (1995.10.21)

### Compilations
- Mochida Maki Collection (持田真樹コレクション?) (2004.2.21)

## Filmographie

### Drama
- 1993 :  Kōkō kyōshi (ja) (高校教師?)  (TBS)
- 1994 :  Otōsan wa shinpaishō (ja) (お父さんは心配症?)  (ANB)
- 1994 :  Seishun no kage (ja) (青春の影?)  (ANB)
- 1994 :  Yagami-kun no katei no jijō (ja) (八神くんの家庭の事情?)  (ANB)
- 1995 :  Kimi wa toki no kanata e (君は時のかなたへ?)  (ANB)
- 1996 :  Ryū -RON- (ja) (龍-RON-?)  (NHK)
- 1996 :  Ashita wa daijōbu (ja) (明日はだいじょうぶ?)  (CX)
- 1996 :  Daiōjō (大往生?) (NHK BS)
- 1996 :  MMR Mikakunin hikō buttai (ja) (MMR未確認飛行物体?)  (CX)
- 1997 :  風光る剣 ～八嶽党秘聞～  (NHK)
- 1997 :  Itoshi no Mirai-chan (ja) (いとしの未来ちゃん?) (ANB)
- 1998 :  テクノマエストロ  (CX)
- 1998 :  Seikimatsu no uta (ja) (世紀末の詩?)  (NTV)
- 1999 :  Bōdā hanzai shinri sōsa fairu (ja) (ボーダー 犯罪心理捜査ファイル?)  (NTV)
- 1999 :  Hamidashi keiji jōnetsu kei (ja) (はみだし刑事情熱系?) (ANB)
- 1999 :  ナショナル劇場怒れ！求馬II (TBS)
- 2000 :  大江戸を駈ける！  (TBS)
- 2002 :  世界ウルルン滞在記  (TBS)
- 2002 :  火曜サスペンス劇場警部補佃次郎16女の賭け  (NTV)
- 2003 :  女将になります  (NHK)
- 2003 :  火曜サスペンス劇場弁護士朝日兵之助19死亡時刻の罠 (NTV)
- 2003 :  恋する日曜日～Flame～ (BS-i)
- 2003 :  世界ウルルン滞在記～再会スペシャル～ (TBS)
- 2004 :  世界で一番短い喜劇～克服する男～｣ (衛星劇場)
- 2005 :  水戸黄門 第34部　9話｣ (TBS)
- 2005 :  月曜ミステリ－劇場カードGメン・小早川茜8 (TBS)
- 2005 :  土曜ワイド劇場法医学教室の事件ファイル21 (EX)
- 2006 :  世界ウルルン滞在記 (TBS)
- 2007 :  水曜ミステリー9密会の宿6 (TX)
- 2008 :  愛の劇場大好き！五つ子2008 (TBS)
- 2008 :  水戸黄門39部 9話(TBS)
- 2009 :  愛の劇場大好き！五つ子2009 (TBS)

### Doublage d'anime
- 1996 :  Hana yori dango (série) (花より男子?) (Makino Tsukushi) (ANB)
- 1997 :  Hana yori dango (film) (花より男子?) (Makino Tsukushi)

### Films
- 1995 :  Sumomomo momo (すももももも?) (rôle principal)
- 2000 :  Naniwa kin'yū-den Minami no teiō gekijōban XV Shōkō loan; Hoshōnin no otoshiana (難波金融伝 ミナミの帝王 劇場版 XV 商工ローン -保証人の落とし穴-?)
- 2002 :  Nora inu (野良犬?) (V-Cinema)

### Théâtre
- 1996 :  ミュージカル魔女の宅急便 （主演)
- 2001 :  四谷怪談
- 2002 :  ライアー・ガール
- 2003 :  法王庁の避妊法
- 2004 :  バット男
- 2005 :  恋愛ホテル ～LOVE×HOTEL～
- 2006 :  白夜の女騎士